# Lista de prêmios e indicações recebidos por The Last of Us Part II
The Last of Us Part II foi considerado o Jogo Mais Antecipado do Ano pela PlayStation Blog, e Jogo Mais Aguardado na Golden Joystick Awards de 2017 e The Game Awards 2017; em 2018, foi premiado como Jogo Mais Antecipado no Gamers' Choice Awards, e indicado como Jogo Mais Aguardado no Golden Joystick Awards. Recebeu os prêmios de Elogios Especiais para Gráficos e Som no Game Critics Awards em julho de 2018. The Last of Us Part II detém o recorde de mais prêmios de Jogo do Ano de todos os tempos, superando o recordista anterior The Witcher 3: Wild Hunt (2015).

## Prêmios
| Premiação                       | Data                   | Categoria                                                 | Destinatário(s)                                                                    | Resultado      | Ref(s).       |
| ------------------------------- | ---------------------- | --------------------------------------------------------- | ---------------------------------------------------------------------------------- | -------------- | ------------- |
| British Academy Games Awards    | 25 de março de 2021    | Jogo da EE do Ano                                         | The Last of Us Part II                                                             | Venceu         | [ 7 ]         |
| British Academy Games Awards    | 25 de março de 2021    | Melhor Animação                                           | The Last of Us Part II                                                             | Venceu         | [ 7 ]         |
| British Academy Games Awards    | 25 de março de 2021    | Melhor Performance em um Papel Principal                  | Laura Bailey como Abby                                                             | Venceu         | [ 7 ]         |
| British Academy Games Awards    | 25 de março de 2021    | Melhor Performance em um Papel Principal                  | Ashley Johnson como Ellie                                                          | Indicado       | [ 8 ]         |
| British Academy Games Awards    | 25 de março de 2021    | Melhor Performance em um Papel Secundário                 | Troy Baker como Joel                                                               | Indicado       | [ 8 ]         |
| British Academy Games Awards    | 25 de março de 2021    | Melhor Performance em um Papel Secundário                 | Jeffrey Pierce como Tommy                                                          | Indicado       | [ 8 ]         |
| British Academy Games Awards    | 25 de março de 2021    | Melhor Performance em um Papel Secundário                 | Shannon Woodward como Dina                                                         | Indicado       | [ 8 ]         |
| British Academy Games Awards    | 25 de março de 2021    | Melhor Jogo                                               | The Last of Us Part II                                                             | Indicado       | [ 8 ]         |
| British Academy Games Awards    | 25 de março de 2021    | Melhor Realização Artística                               | The Last of Us Part II                                                             | Indicado       | [ 8 ]         |
| British Academy Games Awards    | 25 de março de 2021    | Melhor Realização de Áudio                                | The Last of Us Part II                                                             | Indicado       | [ 8 ]         |
| British Academy Games Awards    | 25 de março de 2021    | Jogo Além do Entretenimento                               | The Last of Us Part II                                                             | Indicado       | [ 8 ]         |
| British Academy Games Awards    | 25 de março de 2021    | Melhor Design de Jogo                                     | The Last of Us Part II                                                             | Indicado       | [ 8 ]         |
| British Academy Games Awards    | 25 de março de 2021    | Melhor Música                                             | Gustavo Santaolalla, Mac Quayle, Scott Hanau                                       | Indicado       | [ 8 ]         |
| British Academy Games Awards    | 25 de março de 2021    | Melhor Realização Técnica                                 | The Last of Us Part II                                                             | Indicado       | [ 8 ]         |
| Deutscher Computerspielpreis    | 13 de abril de 2021    | Melhor Jogo Internacional                                 | The Last of Us Part II                                                             | Venceu         | [ 9 ]         |
| D.I.C.E. Awards                 | 22 de abril de 2021    | Excelência em Animação                                    | Jeremy Yates, Almudena Soria Sancho e Eric Baldwin                                 | Venceu         | [ 10 ]        |
| D.I.C.E. Awards                 | 22 de abril de 2021    | Excelência em História                                    | Neil Druckmann, Halley Gross, Josh Scherr e Ryan James                             | Venceu         | [ 10 ]        |
| D.I.C.E. Awards                 | 22 de abril de 2021    | Jogo do Ano                                               | Evan Wells, Neil Druckmann, Anthony Newman e Kurt Margenau                         | Indicado       | [ 10 ]        |
| D.I.C.E. Awards                 | 22 de abril de 2021    | Jogo de Aventura do Ano                                   | Evan Wells, Neil Druckmann, Anthony Newman e Kurt Margenau                         | Indicado       | [ 10 ]        |
| D.I.C.E. Awards                 | 22 de abril de 2021    | Excelência em Direção de Arte                             | Erick Pangilinan e John Sweeney                                                    | Indicado       | [ 10 ]        |
| D.I.C.E. Awards                 | 22 de abril de 2021    | Excelência em Personagem                                  | Abby (Laura Bailey)                                                                | Indicado       | [ 10 ]        |
| D.I.C.E. Awards                 | 22 de abril de 2021    | Excelência em Personagem                                  | Ellie (Ashley Johnson)                                                             | Indicado       | [ 10 ]        |
| D.I.C.E. Awards                 | 22 de abril de 2021    | Excelência em Design de Áudio                             | Rob Krekel, Beau Jiminez, Neil Uchitel, Justin Mullens e Jesse Garcia              | Indicado       | [ 10 ]        |
| D.I.C.E. Awards                 | 22 de abril de 2021    | Excelência em Realização Técnica                          | Sandeep Shekar, Vincent Marxen, Jason Gregory, Christian Gyrling e Travis McIntosh | Indicado       | [ 10 ]        |
| D.I.C.E. Awards                 | 22 de abril de 2021    | Excelência em Design de Jogo                              | Emilia Schatz, Richard Cambier e Matthew Gallant                                   | Indicado       | [ 10 ]        |
| D.I.C.E. Awards                 | 22 de abril de 2021    | Excelência em Direção de Jogo                             | Neil Druckmann, Anthony Newman e Kurt Margenau                                     | Indicado       | [ 10 ]        |
| Game Audio Network Guild Awards | 28 de abril de 2021    | Áudio do Ano                                              | The Last of Us Part II                                                             | Venceu         | [ 11 ]        |
| Game Audio Network Guild Awards | 28 de abril de 2021    | Design de Som do Ano                                      | The Last of Us Part II                                                             | Venceu         | [ 11 ]        |
| Game Audio Network Guild Awards | 28 de abril de 2021    | Diálogos do Ano                                           | The Last of Us Part II                                                             | Venceu         | [ 11 ]        |
| Game Audio Network Guild Awards | 28 de abril de 2021    | Realização Criativa e Técnica em Design de Som            | The Last of Us Part II                                                             | Venceu         | [ 11 ]        |
| Game Audio Network Guild Awards | 28 de abril de 2021    | Melhor Performance de Elenco                              | The Last of Us Part II                                                             | Venceu         | [ 11 ]        |
| Game Audio Network Guild Awards | 28 de abril de 2021    | Excelência em Acessibilidade de Áudio                     | The Last of Us Part II                                                             | Venceu         | [ 11 ]        |
| Game Audio Network Guild Awards | 28 de abril de 2021    | Melhor Artigo ou Publicação de Áudio de Jogo              | The Last of Us Part II Sound Interview – A Sound Effect                            | Venceu         | [ 11 ]        |
| Game Audio Network Guild Awards | 28 de abril de 2021    | Melhor Mixagem de Áudio                                   | The Last of Us Part II                                                             | Venceu         | [ 11 ]        |
| Game Audio Network Guild Awards | 28 de abril de 2021    | Realização Criativa e Técnica em Música                   | The Last of Us Part II                                                             | Indicado       | [ 11 ]        |
| Game Audio Network Guild Awards | 28 de abril de 2021    | Melhor UI, Recompensa ou Objetivo de Design de Som        | The Last of Us Part II                                                             | Indicado       | [ 11 ]        |
| Game Audio Network Guild Awards | 28 de abril de 2021    | Melhor Foley de um Jogo                                   | The Last of Us Part II                                                             | Indicado       | [ 11 ]        |
| Game Audio Network Guild Awards | 28 de abril de 2021    | Melhor Performance Vocal                                  | Laura Bailey como Abby                                                             | Indicado       | [ 11 ]        |
| Game Audio Network Guild Awards | 28 de abril de 2021    | Melhor Performance Vocal                                  | Ashley Johnson como Ellie                                                          | Indicado       | [ 11 ]        |
| Game Audio Network Guild Awards | 28 de abril de 2021    | Melhor Performance Não Humanoide                          | The Last of Us Part II                                                             | Indicado       | [ 11 ]        |
| Game Audio Network Guild Awards | 28 de abril de 2021    | Melhor Áudio de Cenas Cinematográficas                    | The Last of Us Part II                                                             | Indicado       | [ 11 ]        |
| Game Audio Network Guild Awards | 28 de abril de 2021    | Melhor Lançamento Físico de Trilha Sonora                 | The Last of Us Part II                                                             | Indicado       | [ 11 ]        |
| The Game Awards                 | 7 de dezembro de 2017  | Jogo Mais Aguardado                                       | The Last of Us Part II                                                             | Venceu         | [ 3 ]         |
| The Game Awards                 | 10 de dezembro de 2020 | Jogo do Ano                                               | The Last of Us Part II                                                             | Venceu         | [ 12 ]        |
| The Game Awards                 | 10 de dezembro de 2020 | Melhor Direção de Jogo                                    | The Last of Us Part II                                                             | Venceu         | [ 12 ]        |
| The Game Awards                 | 10 de dezembro de 2020 | Melhor Narrativa                                          | Neil Druckmann e Halley Gross                                                      | Venceu         | [ 12 ]        |
| The Game Awards                 | 10 de dezembro de 2020 | Melhor Design de Áudio                                    | The Last of Us Part II                                                             | Venceu         | [ 12 ]        |
| The Game Awards                 | 10 de dezembro de 2020 | Inovação em Acessibilidade                                | The Last of Us Part II                                                             | Venceu         | [ 12 ]        |
| The Game Awards                 | 10 de dezembro de 2020 | Melhor Jogo de Ação-aventura                              | The Last of Us Part II                                                             | Venceu         | [ 12 ]        |
| The Game Awards                 | 10 de dezembro de 2020 | Melhor Performance                                        | Laura Bailey como Abby                                                             | Venceu         | [ 12 ]        |
| The Game Awards                 | 10 de dezembro de 2020 | Melhor Performance                                        | Ashley Johnson como Ellie                                                          | Indicado       | [ 12 ]        |
| The Game Awards                 | 10 de dezembro de 2020 | Melhor Direção de Arte                                    | The Last of Us Part II                                                             | Indicado       | [ 12 ]        |
| The Game Awards                 | 10 de dezembro de 2020 | Melhor Trilha Sonora                                      | Gustavo Santaolala e Mac Quayle                                                    | Indicado       | [ 12 ]        |
| The Game Awards                 | 10 de dezembro de 2020 | Voz dos Jogadores                                         | The Last of Us Part II                                                             | Indicado       | [ 13 ]        |
| Game Critics Awards             | 2 de julho de 2018     | Elogios Especiais para Gráficos                           | The Last of Us Part II                                                             | Venceu         | [ 14 ]        |
| Game Critics Awards             | 2 de julho de 2018     | Elogios Especiais para Som                                | The Last of Us Part II                                                             | Venceu         | [ 14 ]        |
| Game Developers Choice Awards   | 21 de julho de 2021    | Melhor Narrativa                                          | The Last of Us Part II                                                             | Venceu         | [ 15 ]        |
| Game Developers Choice Awards   | 21 de julho de 2021    | Jogo do Ano                                               | The Last of Us Part II                                                             | Indicado       | [ 15 ]        |
| Game Developers Choice Awards   | 21 de julho de 2021    | Melhor Áudio                                              | The Last of Us Part II                                                             | Indicado       | [ 15 ]        |
| Game Developers Choice Awards   | 21 de julho de 2021    | Melhor Design                                             | The Last of Us Part II                                                             | Indicado       | [ 15 ]        |
| Game Developers Choice Awards   | 21 de julho de 2021    | Melhor Tecnologia                                         | The Last of Us Part II                                                             | Indicado       | [ 15 ]        |
| Game Developers Choice Awards   | 21 de julho de 2021    | Melhor Arte Visual                                        | The Last of Us Part II                                                             | Indicado       | [ 15 ]        |
| Game Developers Choice Awards   | 21 de julho de 2021    | Prêmio de Inovação                                        | The Last of Us Part II                                                             | Menção Honrosa | [ 16 ]        |
| GLAAD Media Awards              | 8 de abril de 2021     | Excelência em Jogo Eletrônico                             | The Last of Us Part II                                                             | Venceu         | [ 17 ]        |
| Golden Joystick Awards          | 17 de novembro de 2017 | Jogo Mais Procurado                                       | The Last of Us Part II                                                             | Venceu         | [ 2 ]         |
| Golden Joystick Awards          | 16 de novembro de 2018 | Jogo Mais Procurado                                       | The Last of Us Part II                                                             | Indicado       | [ 5 ]         |
| Golden Joystick Awards          | 24 de novembro de 2020 | Jogo do Ano                                               | The Last of Us Part II                                                             | Venceu         | [ 18 ]        |
| Golden Joystick Awards          | 24 de novembro de 2020 | Jogo de PlayStation do Ano                                | The Last of Us Part II                                                             | Venceu         | [ 18 ]        |
| Golden Joystick Awards          | 24 de novembro de 2020 | Melhor Áudio                                              | The Last of Us Part II                                                             | Venceu         | [ 18 ]        |
| Golden Joystick Awards          | 24 de novembro de 2020 | Melhor Narrativa                                          | The Last of Us Part II                                                             | Venceu         | [ 18 ]        |
| Golden Joystick Awards          | 24 de novembro de 2020 | Melhor Design Visual                                      | The Last of Us Part II                                                             | Venceu         | [ 18 ]        |
| Golden Joystick Awards          | 24 de novembro de 2020 | Estúdio do Ano                                            | Naughty Dog                                                                        | Venceu         | [ 18 ]        |
| Hollywood Music in Media Awards | 27 de janeiro de 2021  | Excelência em Supervisão Musical — Jogo Eletrônico        | Scott Hanau, Rob Goodson e Scott Shoemaker                                         | Indicado       | [ 19 ] [ 20 ] |
| Hollywood Music in Media Awards | 27 de janeiro de 2021  | Melhor Trilha Sonora Original — Jogo Eletrônico           | Gustavo Santaolalla e Mac Quayle                                                   | Indicado       | [ 19 ] [ 20 ] |
| Hugo Awards                     | 18 de dezembro de 2021 | Melhor Jogo Eletrônico                                    | The Last of Us Part II                                                             | Indicado       | [ 21 ]        |
| New York Game Awards            | 26 de janeiro de 2021  | Big Apple Award para Melhor Jogo do Ano                   | The Last of Us Part II                                                             | Indicado       | [ 22 ] [ 23 ] |
| New York Game Awards            | 26 de janeiro de 2021  | Tin Pan Alley Award para Melhor Música em um Jogo         | The Last of Us Part II                                                             | Indicado       | [ 22 ] [ 23 ] |
| New York Game Awards            | 26 de janeiro de 2021  | Human Melville Award para Melhor Escrita                  | The Last of Us Part II                                                             | Indicado       | [ 22 ] [ 23 ] |
| New York Game Awards            | 26 de janeiro de 2021  | Great White Way Award para Melhor Atuação em um Jogo      | Laura Bailey como Abby                                                             | Indicado       | [ 22 ] [ 23 ] |
| New York Game Awards            | 26 de janeiro de 2021  | Great White Way Award para Melhor Atuação em um Jogo      | Ashley Johnson como Ellie                                                          | Indicado       | [ 22 ] [ 23 ] |
| SXSW Gaming Awards              | 20 de março de 2021    | Excelência em Narrativa                                   | The Last of Us Part II                                                             | Venceu         | [ 24 ]        |
| SXSW Gaming Awards              | 20 de março de 2021    | Jogo do Ano                                               | The Last of Us Part II                                                             | Indicado       | [ 24 ]        |
| SXSW Gaming Awards              | 20 de março de 2021    | Prêmio de Inovação Cultural Matthew Crump                 | The Last of Us Part II                                                             | Indicado       | [ 24 ]        |
| Titanium Awards                 | 12 de dezembro de 2020 | Jogo do Ano                                               | The Last of Us Part II                                                             | Venceu         | [ 25 ]        |
| Titanium Awards                 | 12 de dezembro de 2020 | Melhor Design de Narrativa                                | The Last of Us Part II                                                             | Venceu         | [ 25 ]        |
| Titanium Awards                 | 12 de dezembro de 2020 | Melhor Trilha Sonora Original                             | The Last of Us Part II                                                             | Venceu         | [ 25 ]        |
| Titanium Awards                 | 12 de dezembro de 2020 | Melhor Arte                                               | The Last of Us Part II                                                             | Indicado       | [ 25 ]        |
| Visual Effects Society Awards   | 6 de abril de 2021     | Excelência em Efeitos Visuais em um Projeto em Tempo Real | Neil Druckmann, Eben Cook, Erick Pangilinan e John Sweeney                         | Indicado       | [ 26 ]        |
| Webby Awards                    | 18 de maio de 2021     | Melhor Jogo de Aventura                                   | The Last of Us Part II                                                             | Venceu         | [ 27 ] [ 28 ] |
| Webby Awards                    | 18 de maio de 2021     | Melhor Experiência de Usuário                             | The Last of Us Part II                                                             | Venceu         | [ 27 ] [ 28 ] |
| Webby Awards                    | 18 de maio de 2021     | Melhor Realização Técnica                                 | The Last of Us Part II                                                             | Venceu         | [ 27 ] [ 28 ] |
| Webby Awards                    | 18 de maio de 2021     | Melhor Jogo de Aventura — Escolha do Público              | The Last of Us Part II                                                             | Venceu         | [ 27 ] [ 28 ] |
| Webby Awards                    | 18 de maio de 2021     | Melhor Design de Jogo — Escolha do Público                | The Last of Us Part II                                                             | Venceu         | [ 27 ] [ 28 ] |
| Webby Awards                    | 18 de maio de 2021     | Melhor Design de Música/Som — Escolha do Público          | The Last of Us Part II                                                             | Venceu         | [ 27 ] [ 28 ] |
| Webby Awards                    | 18 de maio de 2021     | Melhor Experiência de Usuário — Escolha do Público        | The Last of Us Part II                                                             | Venceu         | [ 27 ] [ 28 ] |
| Webby Awards                    | 18 de maio de 2021     | Melhor Realização Técnica — Escolha do Público            | The Last of Us Part II                                                             | Venceu         | [ 27 ] [ 28 ] |
| Webby Awards                    | 18 de maio de 2021     | Melhor Design de Jogo                                     | The Last of Us Part II                                                             | Indicado       | [ 27 ] [ 28 ] |
| Webby Awards                    | 18 de maio de 2021     | Melhor Design de Música/Som                               | The Last of Us Part II                                                             | Indicado       | [ 27 ] [ 28 ] |